# London Classical Players
Le London Classical Players (LCP) est un orchestre britannique spécialisé dans la musique historiquement informée, avec des exécutions sur instruments d'époque.  Sir Roger Norrington a fondé le LCP en 1978. De 1978 à 1992, le premier violon en a été le violoniste baroque John Holloway. Le LCP a fait un certain nombre d'enregistrements pour EMI.  Beaucoup des musiciens du LCP se trouvent également dans quatre autres ensembles orchestraux sur instruments d'époques, l'Academy of Ancient Music, The English Concert, l'Orchestra of the Age of Enlightenment, et les English Baroque Soloists.
Parmi leurs concerts on peut citer "The Beethoven Experience" en 1987, et "The Berlioz Experience" en 1988.  En 1996, le LCP  a été invité à ouvrir le festival pour cordes de Prague Spring Festival avec Ma Patrie de Bedrich Smetana, une décision controversée à l'époque.
En 1997, le LCP a été formellement dissous comme organisation, son travail a été absorbé par l'orchestre of the Age of Enlightenment.

## Discographie
- Ludwig van Beethoven: Les neuf symphonies, Virgin Classics 5619432
- Ludwig van Beethoven: Les cinq concertos pour piano, Virgin Classics 5622422
- Hector Berlioz: Symphonie fantastique, Ouverture des Francs-Juges, Virgin Classics 3632862
- Johannes Brahms: Ein deutsches Requiem, Virgin Veritas 5616052
- Anton Bruckner: Symphonie n° 3, Virgin Veritas 4820912
- Georg Friedrich Haendel: Water Music, Music for the Royal Fireworks, Virgin Veritas
- Joseph Haydn: Symphonies n° 99 et 100 (EMI Classics), 101 et 102 (EMI Classics), 103 and 104
- Felix Mendelssohn: Symphonies n° 3 et 4, Virgin Veritas 3499832
- Wolfgang Amadeus Mozart:
  - Symphonies n° 38 à 41, Virgin Veritas 5620102
  - Die Zauberflöte, Virgin Veritas 4820732
  - Don Giovanni, Virgin Veritas 5622672
  - Piano Concertos Nos. 20, 23-25, Virgin Veritas 5623432
  - Requiem/Masonic Funeral Music/"Ave verum corpus", Virgin Veritas 5615202
- Henry Purcell: The Fairy Queen, Virgin Veritas 5619552
- Gioacchino Rossini: Ouvertures, EMI Classics
- Franz Schubert: Symphonies n° 4-6 et 8, Virgin Veritas 5622272
- Robert Schumann: Symphonies n° 3 et 4, Virgin Veritas 3499832
- Bedřich Smetana: Ma Vlast, Virgin Veritas 5453012
- Richard Wagner: Préludes de Rienzi, Die Meistersinger von Nürnberg et Parsifal, Prélude et Liebestod de Tristan und Isolde, Prélude de l'acte III de Lohengrin, Siegfried Idyll, Virgin Veritas 4820912
- Carl Maria von Weber: Symphonies n° 1 et 2, Konzertstück, EMI Classics